# Cervás
Cervás (llamada oficialmente San Pedro de Cervás) es una parroquia española del municipio de Ares, en la provincia de La Coruña, Galicia.

## Organización territorial
La parroquia está formada por treinta y nueve entidades de población, constando diecinueve de ellas en el anexo del decreto en el que se aprobó la actual denominación oficial de las entidades de población de la provincia de La Coruña.

### Entidades de población
Entidades de población que forman parte de la parroquia:
- A Chousa
- A Fonte do Cal
- A Porta do Río
- A Rega
- As Cancelas
- As Penas
- A Viña Nova
- Barra (A Barra)
- Bugallón (O Bugallón)
- Carballo
- Chanteiro
- Combarro
- Foca
- Iglesia (Cervás)*
- Leiro
- Louseira (A Louseira)
- Monte (O Monte)
- Montefaro
- O Campelo
- O Cucheiro
- O Curro
- O Monteiro
- O Outeiro
- O Penedo
- O Pirú
- O Pomouro
- O Redondo
- Os Galgos
- O Trasno
- Pena (A Pena)
- Pereira-Fera (Pereira Fera)
- Queira (A Queira)
- Sandes
- Teixeiro (O Teixeiro)
- Torre (A Torre)
- Vigo

### Despoblados
Despoblados que forman parte de la parroquia:
- Agarríos
- Cachenos (Os Cachenos)
- Pedrachá

## Demografía
| Gráfica de evolución demográfica de Cervás entre 2000 y 2019 |
|                                                              |
| Datos según el nomenclátor publicado por el INE.             |

## Patrimonio
- Monasterio de Santa Catalina de Montefaro
- Playa de Chanteiro

Tanto la iglesia parroquial de San Pedro, del siglo XII, como la ermita de Nuestra Señora de la Mercé de Chanteiro fueron restauradas en la década de 1940, cuando era sacerdote de la parroquia Antonio Rodríguez Fraíz.